# Asphondylia
Asphondylia är ett släkte av tvåvingar. Asphondylia ingår i familjen gallmyggor.

## Dottertaxa tillAsphondylia, i alfabetisk ordning[1]
- Asphondylia abutilon
- Asphondylia acaciae
- Asphondylia aceris
- Asphondylia achatocarpi
- Asphondylia acinata
- Asphondylia adenocarpi
- Asphondylia adenostoma
- Asphondylia aelleniae
- Asphondylia africana
- Asphondylia ajallai
- Asphondylia albiventris
- Asphondylia altani
- Asphondylia amaranthi
- Asphondylia ambrosiae
- Asphondylia anaceliae
- Asphondylia anatolica
- Asphondylia andirae
- Asphondylia annonae
- Asphondylia anotisae
- Asphondylia antennariae
- Asphondylia anthocercidis
- Asphondylia apicata
- Asphondylia ardisiae
- Asphondylia artemisiae
- Asphondylia atriplicicola
- Asphondylia atriplicis
- Asphondylia attenuatata
- Asphondylia aucubae
- Asphondylia auripila
- Asphondylia autumnalis
- Asphondylia ayeniae
- Asphondylia azaleae
- Asphondylia baca
- Asphondylia bacchariola
- Asphondylia baccharis
- Asphondylia baccharolia
- Asphondylia bahiensis
- Asphondylia barbata
- Asphondylia baroni
- Asphondylia baudysi
- Asphondylia baumanni
- Asphondylia bea
- Asphondylia beguni
- Asphondylia betheli
- Asphondylia bidens
- Asphondylia bigeloviaebrassicoides
- Asphondylia blechi
- Asphondylia boerhaaviae
- Asphondylia borreriae
- Asphondylia borrichiae
- Asphondylia borzi
- Asphondylia brevicauda
- Asphondylia brevipalpis
- Asphondylia buddleia
- Asphondylia bullata
- Asphondylia bursaria
- Asphondylia bursicola
- Asphondylia cabezasae
- Asphondylia calaminthae
- Asphondylia caleae
- Asphondylia callicarpae
- Asphondylia calycotomae
- Asphondylia camarae
- Asphondylia canadensis
- Asphondylia canastrae
- Asphondylia canavaliae
- Asphondylia capensis
- Asphondylia capparis
- Asphondylia caprariae
- Asphondylia capsici
- Asphondylia caudicis
- Asphondylia ceanothi
- Asphondylia celsiae
- Asphondylia cestri
- Asphondylia chrysothamni
- Asphondylia cissi
- Asphondylia clavata
- Asphondylia clematidis
- Asphondylia clinopodiiflorae
- Asphondylia communis
- Asphondylia conglomerata
- Asphondylia conspecta
- Asphondylia convoluli
- Asphondylia corbulae
- Asphondylia cordiae
- Asphondylia coronillae
- Asphondylia crassinervis
- Asphondylia crassipalpis
- Asphondylia curatellae
- Asphondylia cyamopsii
- Asphondylia cytisi
- Asphondylia deserticola
- Asphondylia diervillae
- Asphondylia digerae
- Asphondylia digitata
- Asphondylia diplaci
- Asphondylia discalis
- Asphondylia dodonaeae
- Asphondylia dondiae
- Asphondylia dorycnii
- Asphondylia duplicornis
- Asphondylia echii
- Asphondylia enceliae
- Asphondylia enterolobii
- Asphondylia ericiformis
- Asphondylia ervi
- Asphondylia erythroxylis
- Asphondylia eupatorii
- Asphondylia evae
- Asphondylia fabalis
- Asphondylia floccosa
- Asphondylia florea
- Asphondylia florida
- Asphondylia floriformis
- Asphondylia foliata
- Asphondylia foliosa
- Asphondylia fulvopedalis
- Asphondylia fusca
- Asphondylia garryae
- Asphondylia geminis
- Asphondylia gemmae
- Asphondylia genistae
- Asphondylia gennadii
- Asphondylia glabrigerminis
- Asphondylia glomeratae
- Asphondylia gochnatiae
- Asphondylia godmaniae
- Asphondylia grewiae
- Asphondylia guareae
- Asphondylia helianthiflorae
- Asphondylia helianthiglobulus
- Asphondylia helicteris
- Asphondylia herculesi
- Asphondylia hilli
- Asphondylia hornigi
- Asphondylia hydrangeae
- Asphondylia hyptis
- Asphondylia ilicicola
- Asphondylia ilicoides
- Asphondylia indica
- Asphondylia indigoferae
- Asphondylia inflata
- Asphondylia integrifoliae
- Asphondylia ipomoeae
- Asphondylia itoi
- Asphondylia ixora
- Asphondylia jatrophae
- Asphondylia johnsoni
- Asphondylia kopetdagica
- Asphondylia lacinariae
- Asphondylia lantanae
- Asphondylia lathyri
- Asphondylia leeae
- Asphondylia ligustrinae
- Asphondylia lippiae
- Asphondylia litseae
- Asphondylia loewi
- Asphondylia lonchocarpi
- Asphondylia lopezae
- Asphondylia lupini
- Asphondylia lupulinae
- Asphondylia lycopidiflorae
- Asphondylia malvavisci
- Asphondylia maricensis
- Asphondylia massalongoi
- Asphondylia melanopus
- Asphondylia melantherae
- Asphondylia menaschei
- Asphondylia menthae
- Asphondylia mentzeliae
- Asphondylia mesembrianthemi
- Asphondylia microcapillata
- Asphondylia miki
- Asphondylia mimosae
- Asphondylia minima
- Asphondylia moehni
- Asphondylia monacha
- Asphondylia morindae
- Asphondylia morivorella
- Asphondylia murrayae
- Asphondylia napiformis
- Asphondylia neomexicana
- Asphondylia nepetaflorae
- Asphondylia nodula
- Asphondylia obscura
- Asphondylia occidentalis
- Asphondylia ocimi
- Asphondylia ononidis
- Asphondylia opuntiae
- Asphondylia osbeckiae
- Asphondylia palaciosi
- Asphondylia parasiticola
- Asphondylia parva
- Asphondylia patens
- Asphondylia pattersoni
- Asphondylia paucidentata
- Asphondylia peploniae
- Asphondylia phlomidis
- Asphondylia photiniae
- Asphondylia phyllanthi
- Asphondylia pictipennis
- Asphondylia pilogerminis
- Asphondylia pilosa
- Asphondylia pongamiae
- Asphondylia portulacae
- Asphondylia prosopidis
- Asphondylia pruniperda
- Asphondylia psychotriae
- Asphondylia pterosparti
- Asphondylia punica
- Asphondylia randiae
- Asphondylia ratibidae
- Asphondylia recondita
- Asphondylia resinosa
- Asphondylia ricini
- Asphondylia riveae
- Asphondylia rochae
- Asphondylia rondeletiae
- Asphondylia rosetta
- Asphondylia rosmarini
- Asphondylia rubescens
- Asphondylia rubicunda
- Asphondylia rudbeckiaeconspicua
- Asphondylia ruebsaameni
- Asphondylia ruelliae
- Asphondylia rutae
- Asphondylia salictaria
- Asphondylia salsolae
- Asphondylia salsolarum
- Asphondylia salvadorensis
- Asphondylia salviaflorae
- Asphondylia sambuci
- Asphondylia sanctipetri
- Asphondylia sarcocorniae
- Asphondylia sarothamni
- Asphondylia scopariae
- Asphondylia scrophulariae
- Asphondylia sennae
- Asphondylia serjaniae
- Asphondylia serpylli
- Asphondylia serrata
- Asphondylia sesami
- Asphondylia setosa
- Asphondylia shepherdiae
- Asphondylia siccae
- Asphondylia sidae
- Asphondylia silicula
- Asphondylia smilacinae
- Asphondylia solani
- Asphondylia solidaginis
- Asphondylia sophorae
- Asphondylia sphaera
- Asphondylia stachidiflorae
- Asphondylia stachytarpheta
- Asphondylia stefanii
- Asphondylia strobilanthi
- Asphondylia struthanthi
- Asphondylia sturtiana
- Asphondylia sulphurea
- Asphondylia swaedae
- Asphondylia swaedicola
- Asphondylia tabernaemontanae
- Asphondylia talini
- Asphondylia tavaresi
- Asphondylia tectonae
- Asphondylia tephrosiae
- Asphondylia thalictri
- Asphondylia thevetiae
- Asphondylia tithoniae
- Asphondylia tournefortiae
- Asphondylia trabuti
- Asphondylia trichiliae
- Asphondylia trichocecidarum
- Asphondylia trixidis
- Asphondylia ulei
- Asphondylia ulicis
- Asphondylia utriculae
- Asphondylia waltheriae
- Asphondylia vavilovi
- Asphondylia websteri
- Asphondylia verbasci
- Asphondylia verbenae
- Asphondylia vernoniae
- Asphondylia villosa
- Asphondylia vincenti
- Asphondylia vitea
- Asphondylia viticola
- Asphondylia xanthii
- Asphondylia ximeniae
- Asphondylia xylosmatis
- Asphondylia yukawai
- Asphondylia yushimai
- Asphondylia zacatechichi
- Asphondylia zexmeniae
- Asphondylia ziziphorae

## Bildgalleri

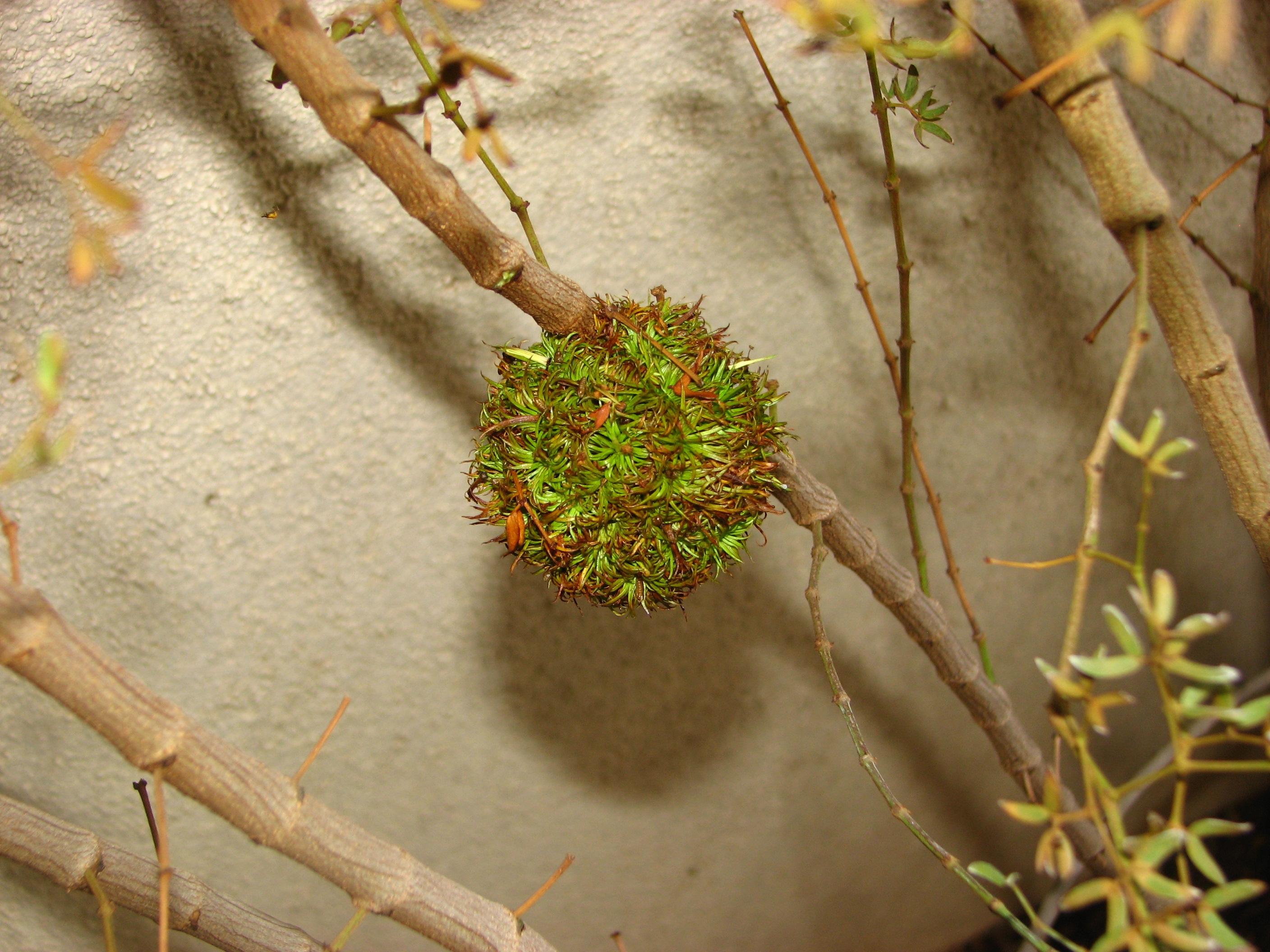